# Козаковське
Козако́вське (рос. Казаковское) — село у складі Талицького міського округу Свердловської області.
Населення — 533 особи (2010, 667 у 2002).
Національний склад станом на 2002 рік: росіяни — 98 %.